# Brooke Norton-Cuffy
Brooke Dion Nelson Norton-Cuffy (Pimlico, 12 gennaio 2004) è un calciatore inglese, difensore del Genoa e della nazionale under 21 inglese.

## Carriera

### Club

#### Arsenal e vari prestiti
Norton-Cuffy ha iniziato la sua carriera nel Chelsea, prima di unirsi all'Arsenal a dodici anni e firmare il suo primo contratto professionistico il 21 gennaio 2021.
Il 18 gennaio 2022 si è unito al Lincoln City in prestito per il resto della stagione. Ha fatto il suo debutto professionistico entrando in campo nel secondo tempo contro il Plymouth il 22 gennaio 2022. Ha segnato il suo primo gol contro lo Sheffield Weds il 5 marzo 2022.
Il 22 agosto 2022 si è unito al Rotherham Utd in prestito per tutta la stagione. Debutta con il Rotherham Utd il 27 agosto 2022 in occasione del successo casalingo per 2-0 contro il Birmingham.  Nel gennaio 2023 è stato richiamato dall'Arsenal e prestato al Coventry City. Esordisce con il Coventry City il 14 gennaio 2023 in occasione del match poi perso 1-0 contro il Burnley. 
Il 24 agosto 2023 si e unito in prestito al Millwall fino a fine stagione. Debutta con il Millwall il 26 agosto 2023 in occasione della prima partita di campionato contro lo Stoke City, vinta 1-0.  L'11 novembre 2023 sigla il suo primo gol con il Millwall nel match vinto 4-0 contro lo Sheffield Wednesday. 

#### Genoa
A fine stagione, a fine prestito, rientra all'Arsenal, per poi venire ufficialmente ingaggiato a titolo definitivo, il 14 agosto 2024, dal Genoa, in Serie A. Esordisce con i rossoblu ed in serie A il 5 ottobre nella sconfitta per 5-1 in casa dell'Atalanta, rilevando all'81' Aarón Martín. 

### Nazionale
Nato in Inghilterra, ha origini dominicane. Dopo aver rappresentato l'Inghilterra under 16 e under 18, ha debuttato con l'U19 nella vittoria per 3-1 contro l'Irlanda.
Il 17 giugno 2022 è stato incluso nella squadra dell'under 19 per l'europeo di categoria. È entrato in campo nel secondo tempo della finale vinta 3-1 contro Israele.
Il 22 marzo 2023 ha fatto il suo debutto con l'under 20 durante la vittoria per 2-0 contro la Germania a Manchester. Il 10 maggio 2023 e stato incluso nella squadra per il mondiale di categoria. Tuttavia, ha raggiunto il gruppo solo dopo la fase a gironi per via della partecipazione del Coventry ai play-0ff. La sua unica apparizione nel torneo è stata negli ottavi di finale persi contro l'Italia.
Il 16 ottobre 2023 ha debuttato in under 21, nel corso di una sconfitta per 3-2 contro l'Ucraina a Košice. Nel 2025 partecipa all'europeo di categoria.

## Statistiche

### Presenze e reti nei club
Statistiche aggiornate al 15 agosto 2025.
| Stagione        | Squadra         | Campionato      | Campionato | Campionato | Coppe nazionali | Coppe nazionali | Coppe nazionali | Coppe continentali | Coppe continentali | Coppe continentali | Altre coppe | Altre coppe | Altre coppe | Totale | Totale |
| Stagione        | Squadra         | Comp            | Pres       | Reti       | Comp            | Pres            | Reti            | Comp               | Pres               | Reti               | Comp        | Pres        | Reti        | Pres   | Reti   |
| --------------- | --------------- | --------------- | ---------- | ---------- | --------------- | --------------- | --------------- | ------------------ | ------------------ | ------------------ | ----------- | ----------- | ----------- | ------ | ------ |
| gen.-giu. 2022  | Lincoln City    | FL1             | 17         | 1          | FACup+CdL       | 0               | 0               |                    | -                  | -                  | FLT         | 0           | 0           | 17     | 1      |
| 2022-gen. 2023  | Rotherham Utd   | FLC             | 20         | 0          | FACup+CdL       | 0+1             | 0               |                    | -                  | -                  |             | -           | -           | 21     | 0      |
| gen.-giu. 2023  | Coventry City   | FLC             | 24         | 0          | FACup+CdL       | 0               | 0               |                    | -                  | -                  |             | -           | -           | 24     | 0      |
| 2023-2024       | Millwall        | FLC             | 40         | 2          | FACup+CdL       | 0               | 0               |                    | -                  | -                  |             | -           | -           | 40     | 2      |
| 2024-2025       | Genoa           | A               | 14         | 0          | CI              | 0               | 0               | -                  | -                  | -                  | -           | -           | -           | 14     | 0      |
| 2025-2026       | Genoa           | A               | 0          | 0          | CI              | 1               | 0               | -                  | -                  | -                  | -           | -           | -           | 1      | 0      |
| Totale Genoa    | Totale Genoa    | Totale Genoa    | 14         | 0          |                 | 1               | 0               |                    | -                  | -                  |             | -           | -           | 15     | 0      |
| Totale carriera | Totale carriera | Totale carriera | 115        | 3          |                 | 1               | 0               |                    | -                  | -                  |             | 0           | 0           | 116    | 3      |

### Cronologia presenze e reti in nazionale
| Cronologia completa delle presenze e delle reti in nazionale ― Inghilterra under 21 | Cronologia completa delle presenze e delle reti in nazionale ― Inghilterra under 21 | Cronologia completa delle presenze e delle reti in nazionale ― Inghilterra under 21 | Cronologia completa delle presenze e delle reti in nazionale ― Inghilterra under 21 | Cronologia completa delle presenze e delle reti in nazionale ― Inghilterra under 21 | Cronologia completa delle presenze e delle reti in nazionale ― Inghilterra under 21 | Cronologia completa delle presenze e delle reti in nazionale ― Inghilterra under 21 | Cronologia completa delle presenze e delle reti in nazionale ― Inghilterra under 21 |
| Data                                                                                | Città                                                                               | In casa                                                                             | Risultato                                                                           | Ospiti                                                                              | Competizione                                                                        | Reti                                                                                | Note                                                                                |
| ----------------------------------------------------------------------------------- | ----------------------------------------------------------------------------------- | ----------------------------------------------------------------------------------- | ----------------------------------------------------------------------------------- | ----------------------------------------------------------------------------------- | ----------------------------------------------------------------------------------- | ----------------------------------------------------------------------------------- | ----------------------------------------------------------------------------------- |
| 16-10-2023                                                                          | Košice                                                                              | Ucraina under 21                                                                    | 3 – 2                                                                               | Inghilterra under 21                                                                | Qual. Europeo Under-21 2025                                                         | -                                                                                   | 73’                                                                                 |
| 21-11-2023                                                                          | West Bridgford                                                                      | Inghilterra under 21                                                                | 3 – 0                                                                               | Irlanda del Nord under 21                                                           | Qual. Europeo Under-21 2025                                                         | -                                                                                   | 46’                                                                                 |
| 22-3-2024                                                                           | Baku                                                                                | Azerbaigian under 21                                                                | 1 – 5                                                                               | Inghilterra under 21                                                                | Qual. Europeo Under-21 2025                                                         | -                                                                                   | 83’                                                                                 |
| 26-3-2024                                                                           | Bolton                                                                              | Inghilterra under 21                                                                | 7 – 0                                                                               | Lussemburgo under 21                                                                | Qual. Europeo Under-21 2025                                                         | -                                                                                   | 61’                                                                                 |
| 15-6-2025                                                                           | Nitra                                                                               | Inghilterra under 21                                                                | 0 – 0                                                                               | Slovenia under 21                                                                   | Europeo Under-21 2025 - 1º turno                                                    | -                                                                                   | 64’                                                                                 |
| 18-6-2025                                                                           | Nitra                                                                               | Inghilterra under 21                                                                | 1 – 2                                                                               | Germania under 21                                                                   | Europeo Under-21 2025 - 1º turno                                                    | -                                                                                   | 46’                                                                                 |
| 21-6-2025                                                                           | Trnava                                                                              | Spagna under 21                                                                     | 1 – 3                                                                               | Inghilterra under 21                                                                | Europeo Under-21 2025 - Quarti di finale                                            | -                                                                                   | 71’                                                                                 |
| 25-6-2025                                                                           | Bratislava                                                                          | Inghilterra under 21                                                                | 2 – 1                                                                               | Paesi Bassi under 21                                                                | Europeo Under-21 2025 - Semifinale                                                  | -                                                                                   | 78’                                                                                 |
| 28-6-2025                                                                           | Bratislava                                                                          | Inghilterra under 21                                                                | 3 – 2 dts                                                                           | Germania under 21                                                                   | Europeo Under-21 2025 - Finale                                                      | -                                                                                   | 62’                                                                                 |
| Totale                                                                              |                                                                                     | Presenze                                                                            | 9                                                                                   |                                                                                     | Reti                                                                                | 0                                                                                   |                                                                                     |

## Palmarès

### Nazionale
- Campionato d'Europa Under-19: 1

2022
- Campionato d'Europa Under-21: 1

Slovacchia 2025